# Cifuentes (Guadalajara)
Cifuentes (cifuentes = „hundert Quellen“) ist ein zentralspanischer Ort und eine aus mehreren Dörfern, Weilern und Einzelgehöften bestehende Gemeinde (municipio) mit 1.701 Einwohnern (Stand: 2024) in der Provinz Guadalajara in der Autonomen Region Kastilien-La Mancha. Die Gemeinde gehört zur dünnbesiedelten Region der Serranía Celtibérica. 

## Lage und Klima
Der knapp 900 m hoch gelegene Ort Cifuentes liegt auf der Westseite des Iberischen Gebirges im Quellgebiet zahlreicher Bäche, aus denen sich der Río Cifuentes, ein Nebenfluss des Tajo, bildet. Die Provinzhauptstadt Guadalajara ist ca. 68 km (Fahrtstrecke) in südwestlicher Richtung entfernt. Das Klima im Winter ist gemäßigt, im Sommer dagegen warm bis heiß; die eher geringen Niederschlagsmengen (ca. 455 mm/Jahr) fallen – mit Ausnahme der nahezu regenlosen Sommermonate – verteilt übers ganze Jahr.

## Bevölkerungsentwicklung
| Jahr      | 1857  | 1900  | 1950  | 2000  | 2019  |
| Einwohner | 1.604 | 1.676 | 1.644 | 2.195 | 1.645 |

Aufgrund der Mechanisierung der Landwirtschaft, der Aufgabe bäuerlicher Kleinbetriebe und des daraus resultierenden Verlusts von Arbeitsplätzen wäre die Einwohnerzahl der Gemeinde seit der Mitte des 19. Jahrhunderts stark rückläufig (Landflucht), wären nicht in den 1960er und 1970er Jahren mehrere Dörfer (pueblos oder aldeas) und Weiler (pedanías) eingemeindet worden: Gárgoles de Abajo, Gualda, Moranchel, Carrascosa de Tajo, Gárgoles de Arriba, Huetos, Oter, Ruguilla, Sotoca de Tajo und Val de San García.

## Wirtschaft
Aufgrund der Höhenlage der Gemeinde war die Feldwirtschaft nur sehr eingeschränkt möglich. Man widmete sich deshalb vorrangig der Viehwirtschaft, deren haltbare Produkte (Käse, Fleisch und Wolle) in den Tälern gegen Getreide getauscht oder auf den Märkten der Städte verkauft werden konnten. Beim Ort Cifuentes führte der Camino de Santiago de la Lana vorbei, ein mittelalterlicher Handels- und Pilgerweg. Im 18. Jahrhundert entwickelte sich die Stadt zu einem Handelszentrum für Landwirtschaft und Viehzucht. Ende des 20. Jahrhunderts wurde in der Nähe das Kernkraftwerk Trillo errichtet.

## Geschichte
Der Ursprung des Ortes lässt sich wahrscheinlich auf die Zeit der Reconquista der Taifa de Toledo Ende des 11. Jahrhunderts zurückführen. Im 12. Jahrhundert wurde das Becken des Río Cifuentes erobert und in Cifuentes der Sitz des Erzbischofs eingerichtet. Don Juan Manuel heiratete im Jahr 1329 seine Cousine Blanca Núñez de Lara, erwarb damit das Bistum und baute eine Burg auf einem Hügel im Südosten des municipios, womit die reichsunmittelbare Grundherrschaft (señorio) von Cifuentes begründet wurde. Die Dörfer wurden als Judíos bezeichnet, da hier ein hoher Anteil an bekehrten Neuchristen (Marranen) wohnte.
Im Jahr 1431 vergab Heinrich IV. von Kastilien das Lehen über Cifuentes an Juan de Silva y Meneses, einen kastilischen Diplomaten beim Heiligen Stuhl, der im Jahr 1456 erster Graf von Cifuentes (Conde de Cifuentes) wurde. An die Grafen von Cifuentes vergab die spanische Krone regelmäßig das Amt des Bürgermeisters (Alcalde Mayor) von Toledo. Der fünfte Conde de Cifuentes war Juan III. de Silva, ein Diplomat Karls V. beim Heiligen Stuhl.
Der 13. Conde de Cifuentes, Fernando de Meneses Silva, 3. Marquês de Alconchel (* 1663) verweigerte den Bourbonen die Gefolgschaft, weshalb diese seinen Palast abtragen ließen, den er auf der Plaza Mayor hatte errichten lassen.

## Sehenswürdigkeiten

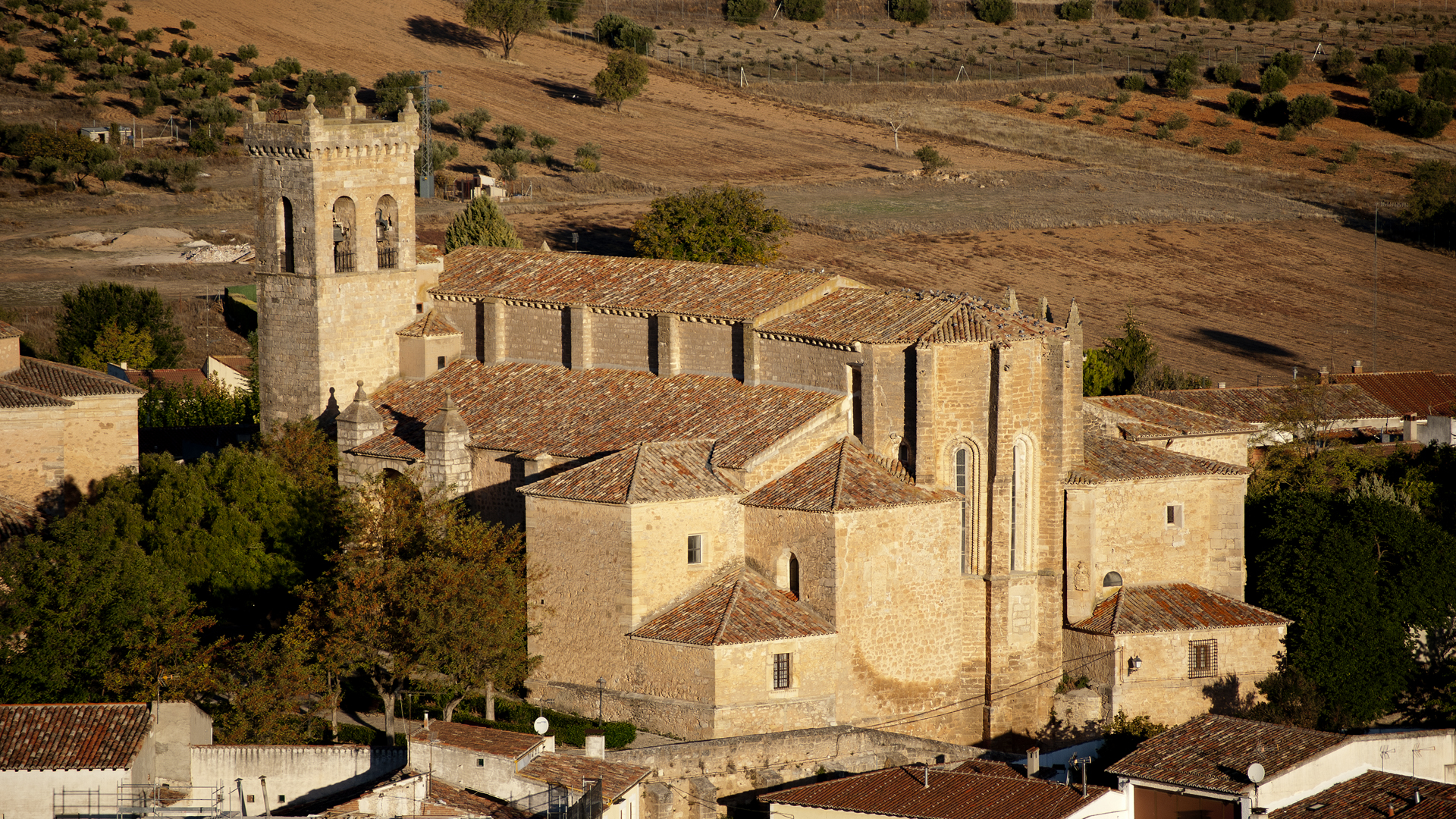
Iglesia de San Salvador

- Die ab dem Jahr 1324 an der Stelle einer maurischen Festung (alcazaba oder kasbah) auf einem nahezu quadratischem Grundriss errichtete Burg (castillo) dominiert das Ortsbild. Der ein wenig vor der Burg stehende Bergfried (torre del homenaje) hat einen fünfeckigen Grundriss.[4]
- Die Iglesia de San Salvador hat noch ein in Teilen figurengeschmücktes spätromanisches Stufenportal. Der Rest der Kirche zeigt eindeutig gotische Züge. Im Innern befindet sich eine reich beschnitzte Alabaster-Kanzel (pulpito).
- Das im 15. Jahrhundert errichtete Hospital ist weitgehend verschwunden. Erhalten ist jedoch die Kapelle (Ermita del Remedio), deren Portal einen dominanten Kielbogen präsentiert.
- Von der mittelalterlichen Stadtmauer stehen noch einige ruinierte Teilstücke.[5]
- Eine Anzahl von Kapellen, Kirchen, Konventen und betagten Häusern bereichert das Ortsbild.
- Die Casa de los Gallos, ein Stadtpalast aus dem 16. Jahrhundert, dient heute als Restaurant.

## Feste
- Das Patronatsfest Santísimo Cristo de la Misericordia (Heiliger Christus der Barmherzigkeit) wird am 14. September gefeiert.
- Um diese Zeit findet auch ein Almabtrieb statt.

## Persönlichkeiten
- Diego de Landa (1524–1579), Bischof von Yucatán und Missionar
- Ana de Mendoza y de la Cerda (1540–1592), spanisch-portugiesische Hofdame und Politikerin